# Акші (Узунбулацький сільський округ)
Акші́ (каз. Ақши) — село у складі Баянаульського району Павлодарської області Казахстану. Входить до складу Узунбулацького сільського округу.
Населення — 270 осіб (2021; 290 у 2009, 411 у 1999, 520 у 1989).
Національний склад станом на 1989 рік:
- казахи — 100 %

Станом на 1989 рік село називалось Леніна, мало також назву Леніно.